# 维维安·布朗
维维安·布朗（英語：Vivian Brown，1941年12月17日—1998年8月20日），美国女子田径运动员，主攻短跑。她曾代表美国参加1963年泛美运动会田径比赛，获得女子200米金牌。她也参加了1964年夏季奥运会。